# ローズバーグ (オレゴン州)
ローズバーグ（Roseburg）は、アメリカ合衆国オレゴン州南西部に位置する都市。ポートランドの南約280kmに位置する。人口は2万3683人（2020年）。ローズバーグに郡庁を置くダグラス郡1郡のみで成る小都市圏を形成している。Timber Capital of the Nation（国の製材の首都）という標語が示す通り、ローズバーグは古くから製材業の中心地として発展し、現在でも木材・木製品製造業者のローズバーグ・フォレスト・プロダクツが本社を置いており、市最大の雇用主となっている。

## 歴史
1851年、ニューヨーク州アルスター郡出身のドイツ・ユダヤ系のアーロン・ローズがこの地に入植した。これが今日のローズバーグの始まりであった。当初はディア・クリークがサウス・アンプクァ川に合流する地点であったことから、この地はディア・クリークと呼ばれていたが、1857年にローズの名を取ってローズバーグ（Roseburgh）に改められた。1894年、ローズバーグの綴りは現在のRoseburgに改められた。
1854年、ダグラス郡の郡庁を置く地をめぐって、ローズバーグと北のウィンチェスターとの間で住民投票が行われ、ローズバーグが選ばれた。すると、ローズは3エーカー（12,000m2）の土地を郡庁舎用地として寄付した。1860年までには、ウィンチェスターにあった重要な建物はローズバーグに移された。やがて1872年10月3日、オレゴン州議会での議決により、正式に市として法人化された。
1959年8月7日午前1時頃、市内の建築資材会社のビル前の路上に駐車していた、2tのダイナマイトと4.5tのニトロ化合物を積んだトラックが爆発し、周囲8ブロック四方が全半壊、死者14人、負傷者125人を出す事故が起こった。被害総額は1,000-1,200万ドルにのぼり、トラックの所有者であったパシフィック・パウダー・カンパニーは刑事では無罪とされたが、120万ドルの賠償金を支払うことになった。その後、ローズバーグの街は、主に地元企業が請求した保険金を基にして再建された。
2015年10月1日午前10時40分ごろ、市内のアムクワ・コミュニティ・カレッジで銃乱射事件が発生。犯人を含む10人が死亡した（アムクワ・コミュニティー・カレッジ銃撃事件）。

## 地理
ローズバーグは北緯43度13分5秒 西経123度21分22秒 / 北緯43.21806度 西経123.35611度に位置している。市はオレゴン州南西部、コースト山脈とカスケード山脈に挟まれた、アンプクァ川流域のアンプクァ・バレーと呼ばれる地域に位置しており、ポートランドからは南へ約280kmである。
アメリカ合衆国国勢調査局によると、ローズバーグ市は総面積26.4km2（10.2mi2)である。そのうち25.9km2（10.0mi2）が陸地で0.5km2（0.2mi2）が水域である。総面積の1.9%が水域となっている。市の標高は161mである。
市域内をサウス・アンプクァ川が蛇行しながら流れており、南東岸に小規模なダウンタウンが形成されている。そのためローズバーグの街路はダウンタウンでこそ北東-南西方向および南東-北西方向の通りで整然と区画されているが、ダウンタウンの外では入り組んでいる。サウス・アンプクァ川はローズバーグの北西郊でノース・アンプクァ川と合流してアンプクァ川本流となり、コースト山脈を横切って太平洋へと注ぐ。

### 気候
ローズバーグの気候は、乾燥して涼しく、1日の寒暖の差が大きい夏と、緯度の割には温暖で、雨の多い冬に特徴づけられる。最も暖かい7-8月は、平均気温は20℃であるが、日中の最高気温の平均は28℃で、30℃を超えることもたまにある。一方、乾燥しているため夜の気温は大幅に下がり、最低気温の平均は12℃である。最も寒い1月の平均気温は5℃、最低気温の平均は1℃である。降水は11-2月の冬季に集中しており、月間100-140mmに達する。また、1月には8cmほどの降雪も見られる。一方、夏季の7-8月はほとんど雨が降らず、月間でも降水量は10mmに満たない。年間降水量は850mm程度である。ケッペンの気候区分では、ローズバーグは西海岸に広く分布する地中海性気候（Cs）に属する。
|               | 1月   | 2月   | 3月  | 4月  | 5月  | 6月  | 7月  | 8月  | 9月  | 10月 | 11月  | 12月  | 年    |
| ------------- | ----- | ----- | ---- | ---- | ---- | ---- | ---- | ---- | ---- | ---- | ----- | ----- | ----- |
| 平均気温（℃） | 5.0   | 6.6   | 8.3  | 11.1 | 13.9 | 16.7 | 20.0 | 20.0 | 17.2 | 12.8 | 7.8   | 5.6   | 12.2  |
| 降水量（mm）  | 137.2 | 104.1 | 88.9 | 50.8 | 48.3 | 43.2 | 5.1  | 7.6  | 25.4 | 76.2 | 121.9 | 144.8 | 853.5 |

## 政治
ローズバーグはシティー・マネージャー制を採っている。シティー・マネージャーは市の行政の最高責任者であり、日常の行政実務の管理・監督、および市議会が採択した政策の管理・実施に責任を負う。市議会は市の立法機関であり、市法や市政策の採択を行う。また、市議会は市の土地利用政策やゾーニングの制定にも責任を負う。市議会は8人の議員から成っており、市を4つに分けた2名ずつが選出される。市議員の任期は4年であるが、2年ごとに各選挙区から1名ずつが改選される。市長の任期は2年で、全市からの投票で選出される。

## 交通
ローズバーグには玄関口となる商業空港はなく、近隣の商業空港はユージーンのユージーン空港（IATA: EUG）、もしくはメドフォードのローグバレー国際メドフォード空港（IATA: MFR）であり、いずれもローズバーグの中心部から車で1時間半ほどを要する。しかし、これらの空港は国内線のみの発着で、便数も少ない。より規模が大きく、便数が多く、国際線も発着する空港としてはポートランド国際空港（IATA: PDX）が最も近く、ローズバーグの中心部から車で3時間強である。市内に立地するローズバーグ地域空港（IATA: RBG）はゼネラル・アビエーションと呼ばれる、自家用機やチャーター機等の発着が主となる、規模の小さい空港である。
州間高速道路I-5はダウンタウンのすぐ西側を南北に通っている。I-5は西海岸3州を縦貫する幹線で、オレゴン州においては経済の中心地ポートランド、政治の中心地セーラム、学術の中心地ユージーンおよびコーバリスを貫く、最も重要度の高い道路である。
グレイハウンドのバスディーポはダウンタウンにあり、シアトル・ポートランド方面とサクラメント・ロサンゼルス方面とを結ぶ長距離バスが停車する。

## 人口推移
以下にローズバーグ市における1860年から2010年までの人口推移をグラフおよび表で示す。
| 統計年 | 人口     |
| ------ | -------- |
| 1860年 | 835人    |
| 1870年 | 600人    |
| 1880年 | 822人    |
| 1890年 | 1,472人  |
| 1900年 | 1,690人  |
| 1910年 | 4,738人  |
| 1920年 | 4,258人  |
| 1930年 | 4,362人  |
| 1940年 | 4,924人  |
| 1950年 | 8,390人  |
| 1960年 | 11,467人 |
| 1970年 | 14,461人 |
| 1980年 | 16,644人 |
| 1990年 | 17,032人 |
| 2000年 | 20,017人 |
| 2010年 | 21,181人 |

## 姉妹都市
ローズバーグは以下2都市と姉妹都市提携を結んでいる。
- アランダ・デ・ドゥエロ（スペイン）
- 久喜市（日本・埼玉県） - 菖蒲町が合併前よりローズバーグと提携を結んでおり、久喜市に引き継がれている[10]。

## 註
1. ↑  “Quickfacts.census.gov”. 2023年9月6日閲覧。
2. ↑  Roseburg gets an incubator. Oregon Business. 2010年1月号. 2009年12月17日. 2014年11月2日閲覧.
3. 1 2  McArthur, Lewis A. and Lewis L. McArthur. Oregon Geographic Names. 7th Ed. Portland, Oregon: Oregon Historical Society Press. 2003年. ISBN 0-87595-277-1.
4. ↑  Baker, Frank C. "Special Laws". The Laws of Oregon, and the Resolutions and Memorials of the Sixteenth Regular Session of the Legislative Assembly Thereof. p.888. Salem, Oregon: State Printer. 1891年.
5. ↑  Binus, Joseph. Roseburg Blast Crater, 1959. Oregon Historical Society. 2014年11月2日閲覧.
6. ↑  米大学で銃乱射、１０人死亡　キリスト教徒を狙い撃ちか - 朝日新聞、2015年10月2日
7. 1 2  Historical Weather for Tallahassee, Florida, United States of America. Weatherbase.com. 2014年11月3日閲覧.
8. ↑  Mayor and City Council. City of Roseburg. 2014年11月3日閲覧.
9. ↑  Roseburg's Sister Cities. City of Roseburg. 2014年11月2日閲覧.
10. ↑  Home. 久喜市・ローズバーグ協会. 2014年11月2日閲覧.